# 브리지포트역 (스카이트레인)
브리지포트(Bridgeport)역은 밴쿠버의 스카이트레인 캐나다선의 고가역이다. 캐나다 브리티시컬럼비아주 리치먼드에 위치해 있으며 밴쿠버 남쪽에 있다. 캐나다선은 이 역을 기점으로 한 지선은 서쪽으로 밴쿠버 국제공항의 YVR-공항역으로 향하고 다른 지선은 남쪽으로 리치먼드 상업 중심지의 리치먼드-브리그하우스역으로 향한다.

## 위치
브리지포트역은 리버 로드와 그레이트캐네디언 웨이(Great Canadian Way)—브리지포트 로드 북쪽과 리버 록 카지노와 같은 일반 지역에— 교차로 근처에 위치해 있으며, 리치먼드에 있는 스카이트레인역 중 최북단이다. 캐나다선의 운영 및 유지 관리 센터는 역 북동쪽에 있다. 역 인근에 대형 파크 앤 라이드형 주차장이 있다. 리치먼드시는 이 역 주변이 재개발이 크게 이루어질 것으로 예상하고 있으며, 오피스 스위트, 호텔, 자전거 공원 등의 건립을 제안하고 있다.

## 역 구조
| T | 1번 승강장 내행                 | ← ■ 캐나다선 워터프런트 방면 (마린 드라이브)                                    |
| T | 섬식 승강장, 왼쪽 출입문이 열림 |                                                                                 |
| T | 2번 승강장 외행                 | ■ 캐나다선 리치먼드-브리그하우스(애버딘) 및 YVR-공항 방면(템플턴) →             |
| C | 대합실                          | 리버 록 카지노 리조트 및 공원 및 탑승 시설과의 연결 컴파스 자동발매기, 개집표기 |
| S | 거리층                          | 출구                                                                            |

## 운행 정보
캐나다선은 브리지포트역의 남서쪽에서 갈라지며, 본선은 리치먼드를 거쳐 리치먼드-브리그하우스역 종점까지 남쪽으로 계속 이어진다. 지선은 시 섬을 가로질러 서쪽으로 향하여 밴쿠버 국제공항의 YVR-공항역으로 향한다. 리치먼드와 시 섬 사이를 오가는 승객은 브리지포트에서 갈아타야한다. 이 역은 리치먼드 지역 버스 노선도 운행하며 델타, 화이트록에서 오는 급행버스와 챠와센 페리 터미널에서 오는 620번 고속버스의 내행 종착역이다. 과거 캐나다선이 개통되기 전에는 델타, 화이트록에서 오는 급행버스가 다운타운 밴쿠버까지 이어졌다. 이 역은 때때로 평일 리치먼드-브리그하우스 및 YVR-공항에서 출발하는 일부 캐나다선 열차의 내행 종착역 역할을 한다.
bay당 할당된 버스 노선은 아래와 같다.:
| Bay | 노선 | 비고                                                                     |
| --- | --- | ------------------------------------------------------------------------ |
| 1   | 하차 전용 |                                                                          |
| 2   | 하차 전용 |                                                                          |
| 3   | 403 Three Road(3 도로)                                                                                        |                                                                          |
| 3   | N10 Richmond–Brighouse Station(리치먼드-브리그하우스역)                                                       | 심야버스                                                                 |
| 4   | 430 Metrotown Station(메트로타운역)                                                                           | 급행                                                                     |
| 4   | 480 UBC | 급행 코로나19 범유행으로 운행 일시중단                                   |
| 4   | N10 Downtown(다운타운)                                                                                        | 심야버스                                                                 |
| 5   | 407 Bridgeport(브리지포트)                                                                                    | 혼잡시간대 벌칸 경유                                                     |
| 6   | 311 Scottsdale(스코츠데일)                                                                                    | 오후 혼잡시간대 전용                                                     |
| 6   | 412 Sea Island South(시 아일랜드 남)                                                                          | 일요일/공휴일 미운행                                                     |
| 7   | 601 South Delta(사우스 델타)                                                                                  | Highway coach                                                            |
| 8   | - 602 Tsawwassen Heights(트소와센 헤이츠) - 603 Beach Grove(비치 그로브) - 604 English Bluff(잉글리시 블러프) | - Highway coach - 오후 혼잡시간대 전용                                   |
| 9   | 351 White Rock Centre(화이트 록 센터)                                                                         | Highway coach                                                            |
| 10  | - 352 Ocean Park(오션 파크) - 354 White Rock South(화이트 록 남)                                              | - Highway coach - 오후 혼잡시간대 전용                                   |
| 11  | 407 Gilbert(길버트)                                                                                           |                                                                          |
| 11  | 430 Richmond–Brighouse Station(리치먼드-브리그하우스역)                                                       | 급행                                                                     |
| 12  | 620 Tsawwassen Ferry(트소와센 페리)                                                                           | - 급행 - 랜더 익스체인지 경유 - 18.3-미터 (60 ft) 굴절버스 또는 2층 버스 |
| 13  | 하차 전용 |                                                                          |

## 사진첩

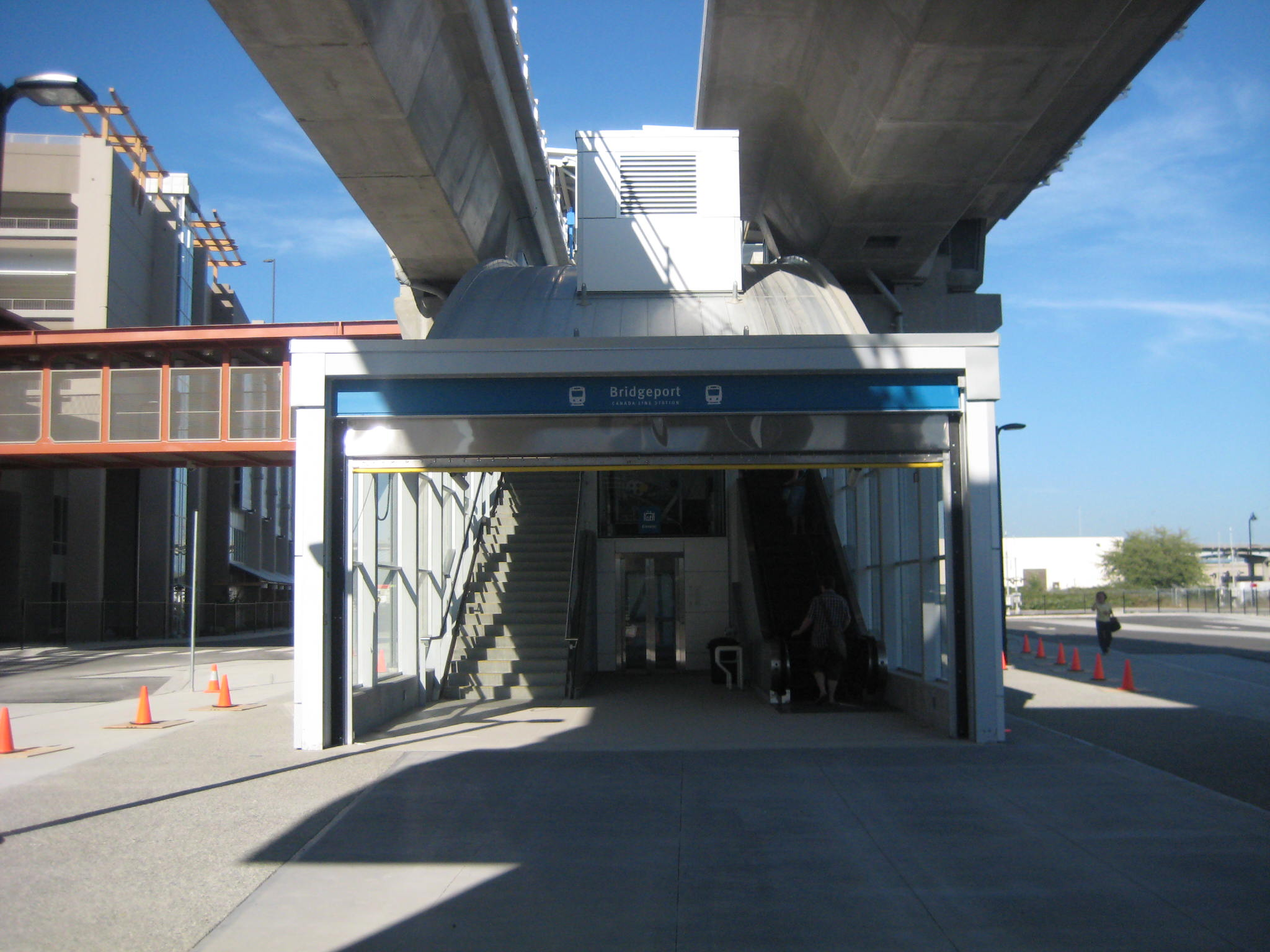
브리지포트역 출구. 좌측으로 주차장과 연결통로가 있다.